# 2e régiment de chasseurs à pied de la Garde impériale
Pour les articles homonymes, voir 2e régiment.
Le 2e Chasseurs de la Garde est un régiment d'élite de l'armée française sous le premier Empire. Il fait partie de la garde impériale.

## Historique du régiment
- 1806 - Créé et nommé 2e régiment de Chasseurs-à-Pied de la Garde impériale
- 1809 - Dissous et fusionné avec le 1e régiment de chasseurs-à-pied de la Garde impériale
- 1811 - Reformé, 2e régiment des chasseurs à pied de la Garde impériale
- 1814 - Dissout.
- 1815 - Reformé, 2e Régiment de Chasseurs-à-Pied de la Garde Impériale

## Chef de corps
- 1806 : Philibert Jean-Baptiste Curial
- 1808 : Joseph Boyer de Rebeval
- 1811 : François Roguet
- 1813 : Pierre Cambronne
- 1815 : Jean-Jacques-Germain Pelet-Clozeau

## Batailles et campagnes
- 1806 : Campagne de Prusse et de Pologne
  - 14 octobre : Bataille d'Iéna
- 1807 : 
  - 8 février : Bataille d'Eylau
- 1813 : Campagne d'Allemagne (1813)
  - Bataille de Lützen
  - Bataille de Dresde
  - 16-19 octobre : Bataille de Leipzig
  - Bataille de Hanau
- 1814 : Campagne de France
  - Bataille de Langres
  - Bataille de Bar-sur-Aube
  - Bataille de Montmirail
  - 14 février 1814 : Bataille de Vauchamps
  - Bataille de Craonne
  - Bataille d'Arcis-sur-Aube
  - Bataille de Paris
- 1815 : Bataille de Waterloo